# Плопі (Мехедінць)
Плопі (рум. Plopi) — село у повіті Мехедінць у Румунії. Входить до складу комуни Тимна.
Село розташоване на відстані 244 км на захід від Бухареста, 30 км на схід від Дробета-Турну-Северина, 67 км на захід від Крайови.

## Населення
За даними перепису населення 2002 року у селі проживали 426 осіб.
Національний склад населення села:
| Національність | Кількість осіб | Відсоток |
| -------------- | -------------- | -------- |
| румуни         | 270            | 63,4%    |
| цигани         | 156            | 36,6%    |

Рідною мовою назвали:
| Мова      | Кількість осіб | Відсоток |
| --------- | -------------- | -------- |
| румунська | 270            | 63,4%    |
| циганська | 156            | 36,6%    |